# شتيفان شنابل
شتيفان شنابل (بالألمانية: Stefan Schnabel)‏ هو ممثل ألماني، ولد في 2 فبراير 1912 في ألمانيا، وتوفي في 11 مارس 1999 في إيطاليا.

## أعمال

### أفلام
- (1982) فايرفوكس[6]

## وصلات خارجية
- شتيفان شنابل على موقع IMDb (الإنجليزية)
- شتيفان شنابل على موقع ألو سيني (الفرنسية)
- شتيفان شنابل على موقع أول موفي (الإنجليزية)
- شتيفان شنابل على موقع قاعدة بيانات برودواي على الإنترنت (الإنجليزية)
- شتيفان شنابل على موقع قاعدة بيانات الأفلام السويدية (السويدية)
- شتيفان شنابل على موقع ديسكوغز (الإنجليزية)
- شتيفان شنابل على موقع قاعدة بيانات الفيلم (الإنجليزية)
- شتيفان شنابل على موقع كينوبويسك (الروسية)